# Emmerson Nogueira (álbum)
Emmerson Nogueira é o oitavo álbum de estúdio do músico brasileiro Emmerson Nogueira, lançado em 2014. É o seu primeiro álbum a ter músicas autorais, e não somente covers. Outra característica inédita é que o trabalho não conta com a participação de sua banda, Emmerson gravou todos os instrumentos (violão, guitarra, baixo, bateria e piano elétrico), tendo usado o violão como base para compor as faixas. As canções do disco foram compostas ao longo de vários anos. Algumas são de autoria do compositor são-joanense Paulinho Cri (1954 - 2012), amigo a quem Emmerson dedica o álbum, e as outras são de própria autoria. Segundo o músico, a inspiração para compor as faixas vem "da vida, da alma, dos amores perdidos e conquistados, do vento, do perfume da serra e de tudo que a vida nos reserva de surpresa todos os dias".

## Faixas
| N.º            | Título | Música                       | Duração |  |
| 1.             | "A Nova Canção da Rosa" | Emmerson Nogueira            | 4:09    |  |
| 2.             | "Lição da Noite" | Emmerson Nogueira            | 4:31    |  |
| 3.             | "O Tubarão" | Emmerson Nogueira            | 2:41    |  |
| 4.             | "O Mar e a Maré" | Emmerson Nogueira            | 5:00    |  |
| 5.             | "A Arca de Noé do Futuro" | Paulinho Cri, Mari Bertolini | 3:25    |  |
| 6.             | "Noite nas Colinas" | Paulinho Cri                 | 3:43    |  |
| 7.             | "Herança Lusitana" | Paulinho Cri                 | 4:12    |  |
| 8.             | "Feeling Blue" (instrumental) | Emmerson Nogueira            | 0:36    |  |
| 9.             | "Na Cabeça Encantada" | Paulinho Cri                 | 3:32    |  |
| 10.            | "Fim de Todas as Canções" | Emmerson Nogueira            | 3:32    |  |
| 11.            | "A Penúltima Viagem" (O iTunes classifica esta faixa como instrumental, mas ela contém letras; trata-se de um pot-pourri de todas as faixas anteriores.) | Emmerson Nogueira            | 2:01    |  |
| 12.            | "Chuva na Serra" | Paulinho Cri                 | 2:09    |  |
| Duração total: | Duração total: | Duração total:               | 40:19   |  |